# Wiener Schnitzel

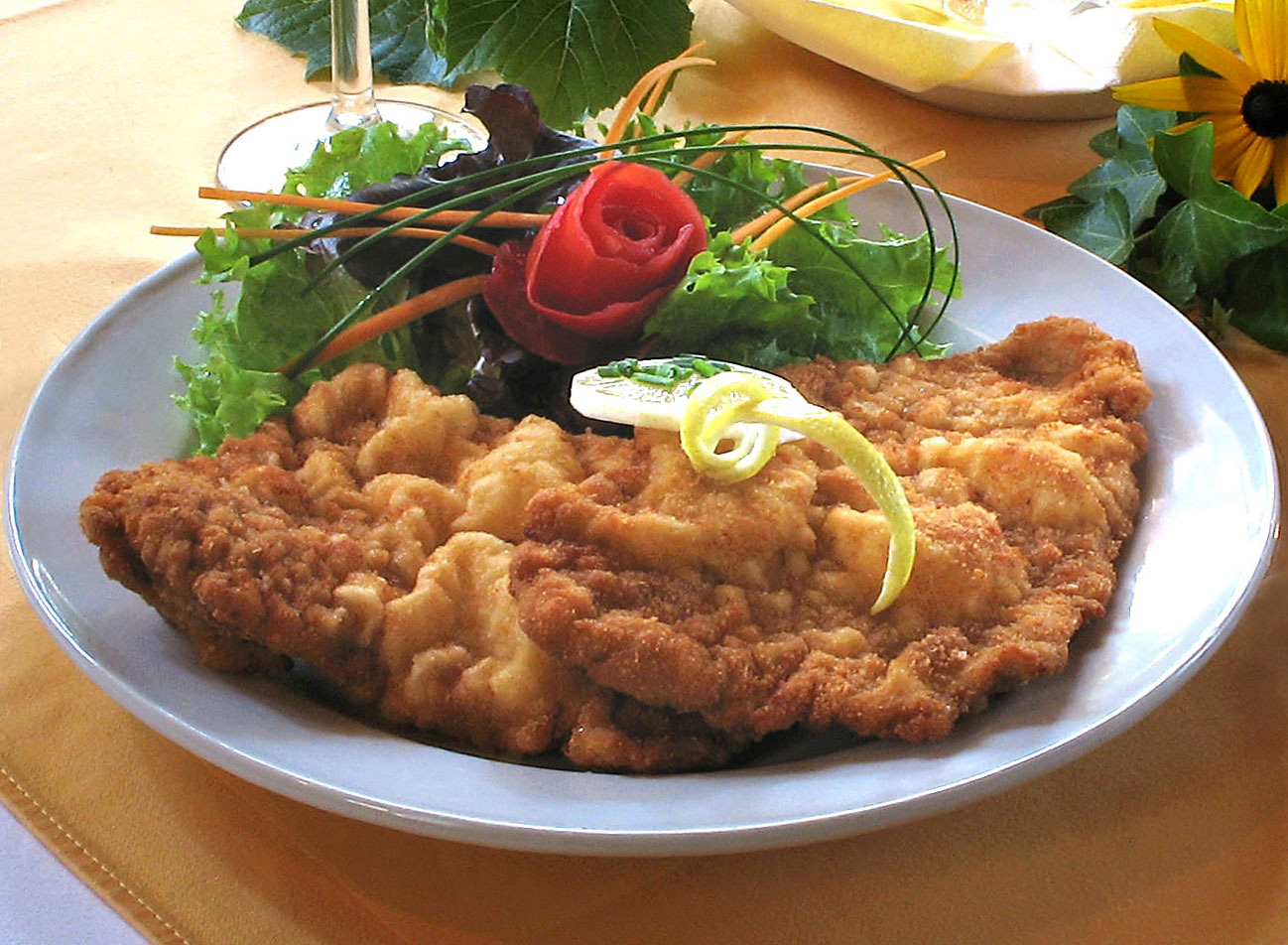
Wiener Schnitzel

Wiener Schnitzel ist ein dünnes paniertes und in Fett ausgebackenes Schnitzel aus Kalbfleisch. Es gehört zu den bekanntesten Spezialitäten der Wiener Küche. Auch Schnitzel aus anderen Fleischsorten werden umgangssprachlich so bezeichnet, wenn sie in Panierung zubereitet werden. Allerdings müssen diese etwa als Wiener Schnitzel vom Schwein, in Gaststätten in Österreich auch als Wiener Schnitzel (Schw.), bezeichnet werden. Ein deutsches Verwaltungsgericht entschied im Jahr 2009, dass Verbraucher in Deutschland unter einem Wiener Schnitzel inzwischen ein paniertes Schnitzel schlechthin verstünden und daher, auch wenn es nicht aus Kalbfleisch hergestellt ist, keine Irreführung oder Täuschung über die verwendete Fleischart möglich sei, insbesondere bei der Nennung Schwein.

## Geschichte und Namensherkunft
Die Bezeichnung Wiener Schnitzel wurde im 19. Jahrhundert geprägt, sie findet sich bereits in Maria Anna Neudeckers Allerneuestem allgemeinen Kochbuch von 1831 als „Wiener Schnitzel von Kalbfleisch“. In dem damals weit verbreiteten Kochbuch Die Süddeutsche Küche von Katharina Prato wird das Gericht noch in der 26. Auflage von 1897 zwar unter den „Kalbsschnitzchen“ aufgeführt, jedoch als „eingebröselte Schnitzchen“ bezeichnet und nicht als Wiener Schnitzel. In der 34. Auflage von 1903 findet sich die Hinzufügung „Wiener Schnitzel“ als nachgestellte alternative Bezeichnung; der oberdeutsche Diminutiv „Schnitzel“ wird, anders als bei Neudecker, auch nur in Bezug auf dieses Gericht verwendet, während ansonsten durchgehend von Schnitzchen die Rede ist.
Möglicherweise geht das Wiener Schnitzel auf die Cotoletta alla milanese zurück, die auf ähnliche Art aus etwas dickeren Koteletts zubereitet wird und im 14./15. Jahrhundert ihren Weg nach Wien gefunden haben soll. Belege für diese Hypothese gibt es nicht.
Einer Legende nach hat der böhmische Feldmarschall Radetzky das Rezept 1857 aus Italien mitgebracht. Der Sprachforscher Heinz-Dieter Pohl wies 2007 nach, dass diese Geschichte erfunden sein müsse. Radetzky wurde laut Pohl erst im Jahr 1969 in dem italienischen Gastronomieführer Guida gastronomica d'Italia (1971 unter dem Titel Italien tafelt auf Deutsch erschienen) mit dem Schnitzel in Verbindung gebracht. Graf Attems, ein Flügeladjutant des österreichischen Kaisers Franz Joseph I., habe einen Bericht Radetzkys über die politische Lage in der Lombardei an den Kaiser in Wien übermittelt; in einer Randnotiz sei ein köstliches paniertes Kalbskotelett erwähnt gewesen. Nach Radetzkys Rückkehr habe der Kaiser diesen persönlich um das Rezept gebeten. Pohl argumentiert: „Wissenschaftlich ist diese Geschichte belanglos, sie enthält keinerlei Quellenangaben und sie wird in der Literatur von und über Radetzky […] nicht erwähnt. In keinem biografischen Werk über die Monarchie erscheint ein Graf Attems, der dieser Zeit und Position entspräche.“ Er bezweifelt, dass das Wiener Schnitzel überhaupt aus Italien übernommen wurde, und begründet dies damit, dass bei anderen „importierten Speisen“ der österreichischen Küche in der Regel die originalsprachliche Bezeichnung beibehalten wurde (wenn auch in eingedeutschter Form, wie z. B. bei Gulasch und Palatschinken). Er verweist überdies darauf, dass es schon vor dem Schnitzel in der Wiener Küche mehrere Speisen gab, die paniert und in Fett schwimmend ausgebacken wurden, insbesondere das Backhendl, das erstmals 1719 in einem Kochbuch erwähnt wird. Das ebenso zubereitete Schnitzel sei Ende des 19. Jahrhunderts analog zum Wiener Backhendl als Wiener Schnitzel bezeichnet worden.
Prato erwähnte bereits 1879 mehrere italienische Gerichte wie Makkaroni, Risi e bisi und Risotto, aber keine Cotoletta, die dem Wiener Schnitzel als Vorbild gedient haben könnte.
Zuweilen wird die ebenso unbelegte Geschichte genannt, eine byzantinische Prinzessin habe das Rezept des panierten und gebratenen Schnitzels nach Wien gebracht.

## Zubereitung
Zur Zubereitung werden im Schmetterlingsschnitt aufgefaltete, etwa vier Millimeter dünne und leicht geklopfte Kalbsschnitzel aus der Oberschale oder Hüfte, wie zum Beispiel Frikandeau, leicht gesalzen, zuerst in Mehl, dann in verschlagenem Ei und schließlich in frisch geriebenen Semmelbröseln gewendet. Die Brösel dürfen dabei nicht angedrückt werden, damit die Panierung trocken bleibt und „soufflieren“ kann, also das Schnitzel nach dem Backen nur locker umhüllt. Anschließend werden die Schnitzel sofort in reichlich Schmalz oder Butterschmalz in der Pfanne bei 160 Grad Celsius goldgelb gebacken. Die Schnitzel müssen im Fett schwimmen, sonst garen sie nicht gleichmäßig: Das Fett kühlt zu stark ab und dringt in die Panierung ein, wodurch sie fettig wird. Während des Backens wird das Schnitzel mehrfach leicht in der Pfanne hin und her geschwenkt – durch das heiße Fett auf der Oberseite legt sich die Panierung nicht gänzlich an das Fleisch an und geht dadurch etwas auf. Zusätzlich kann während des Backvorgangs mit einem Löffel immer wieder Fett aus der Pfanne auf die Oberseite des Schnitzels geschöpft werden. Nachdem die Unterseite goldgelb gebacken ist, wird das Schnitzel gewendet und zu Ende gebacken.
Traditionell wurde Wiener Schnitzel in Österreich nur mit Häuptelsalat (Kopfsalat), Erdäpfelsalat (Kartoffelsalat), Gurkensalat wie auch Petersilerdäpfeln (Petersilienkartoffeln) serviert, heute sind auch Reis, Pommes frites oder Bratkartoffeln verbreitet. Auch die Garnitur hat sich im Lauf der Zeit verändert. Zu Beginn des 20. Jahrhunderts wurden in der k.u.k. Hofmundküche zur Verköstigung des Hofs Kapern und Sardellen verwendet. Heute ist eine Garnitur aus Zitronenscheibe oder -spalte sowie einem Petersilienzweig üblich.

## Ähnliche Gerichte
Eine populäre Variante wird statt aus Kalbfleisch aus dem deutlich billigeren Schweinefleisch zubereitet. Um eine Irreführung der Verbraucher durch Vortäuschung eines höherwertigen Produktes zu vermeiden, ist in den österreichischen und deutschen Lebensmittelrichtlinien festgelegt, dass ein als „Wiener Schnitzel“ bezeichnetes Produkt aus Kalbfleisch bestehen muss. Für die Variante aus Schweinefleisch hat sich „Schnitzel Wiener Art“ oder „Wiener Schnitzel vom Schwein“ eingebürgert.
Über die Zulässigkeit der letztgenannten Variante in Deutschland hatte das Verwaltungsgericht Arnsberg 2009 zu entscheiden. Das Gericht vertrat in seinem Urteil die Ansicht, dass es jedenfalls in Deutschland keine allgemeine Verkehrsauffassung gebe, wonach ein „Wiener Schnitzel“ ausschließlich aus Kalbfleisch bestehen müsse. Vielmehr verstehe die Mehrzahl der Verbraucher in Deutschland darunter allgemein ein paniertes Schnitzel. Die Bezeichnung Wiener Schnitzel aus Schwein verstoße nicht gegen die Leitzsätze der Deutschen Lebensmittelbuch-Kommission.
Dem Wiener Schnitzel vergleichbar sind auch Surschnitzel aus Surfleisch (Pökelfleisch) und panierte Puten- oder Hühnerschnitzel. Ähnlich zubereitet werden außer der Cotoletta alla milanese das gefüllte Schnitzel Cordon bleu und das Pariser Schnitzel mit einer Panierung nur aus Ei und Mehl.
In Japan existiert ein ähnliches Gericht, das Tonkatsu.